# İlayda Açıkgöz
İlayda Açıkgöz (* 2. Juni 2004 in Schwäbisch Hall) ist eine deutsch-türkische Fußballspielerin und seit 2021 bei Eintracht Frankfurt unter Vertrag.

## Persönliches
Açıkgöz’ Mutter spielte einst Fußball beim TSV Crailsheim in der 2. Frauen-Bundesliga. Ihre eineiige Zwillingsschwester Dilara Açıkgöz ist ebenfalls Fußballspielerin und steht wie sie seit 2021 bei Eintracht Frankfurt unter Vertrag. Mit 14 Jahren zogen die Schwestern in ein Sportinternat.

## Karriere

### Vereine
Sowohl İlayda Açıkgöz als auch ihre Schwester spielten für den FSV Waiblingen im Jungen-Team, von dem İlayda Açıkgöz zum Teamkapitän ernannt wurde.
2021 kam sie mit ihrer Schwester zu Eintracht Frankfurt, wo sie zunächst in der 2. Bundesliga spielten. 2022 wurden beide in den Bundesliga-Kader berufen. Açıkgöz’ Spieldebüt folgte am 16. April 2023 gegen den MSV Duisburg.

### Nationalmannschaft
Erste Erfahrungen im internationalen Fußball sammelte Açıkgöz in der Nationalmannschaften der U15-Juniorinnen, U16-Juniorinnen und U19-Frauen. 2022 nahm sie an der U19-EM in Tschechien teil.

## Erfolge
- Finalist U19-Europameisterschaft 2023